# Тропический молох
«Тропический молох» (фр. Moloch Tropical) — телефильм режиссёра Рауля Пека, премьера которого состоялась в 2009 году. Лента принимала участие в конкурсной программе Сиднейского кинофестиваля.

## Сюжет
Фильм в сатирическом ключе показывает несколько дней из жизни президента Гаити и его ближайшего окружения; все события происходят в тесном мирке президентского дворца. Хотя Жан де Дьё был избран демократическим путём, его политика и диктаторские замашки вызывают массовое недовольство в народе, выливающееся в акции протеста. В ответ он приказывает разогнать демонстрантов силой, а также арестовать и пытать открыто выступившего с критикой журналиста. Накануне 200-летней годовщины независимости ситуация в стране становится всё более напряжённой. Давление на Жана де Дьё со стороны других держав нарастает, возникает реальная опасность, что американцы, приведшие его к власти, откажут в поддержке. В такой обстановке душевное состояние президента становится всё более неустойчивым.

## В ролях
- Зинедин Суалем — президент Жан де Дьё Теожен
- Соня Роллан — Мишель, его жена
- Мирей Метеллюс — Рэйчел Корвингтон
- Николь Доге — Анна Лабуш
- Жессика Женё — Одетта Вильбрун
- Орис Эруэро — Джон Бейкер
- Таша Оман — Шэрон Темпл
- Элли Медейрос — певица
- Жуниор Метеллюс — Ти-Кок
- Мари-Анж Сен-Флёр — Мать Тереза
- Патрик Жозеф — Клерибер Миртиль